# Castillo de Ojos Negros
El castillo de Ojos Negros es un castillo situado al municipio turolense de Ojos Negros. Situada entre la provincia de Teruel (Aragón) y la provincia de Guadalajara (Castilla-La Mancha).

## Historia
Este castillo de Ojos Negros fue construida sobre restos arqueológicos ibéricos. Durante toda la Edad Media y hasta la caída del Antiguo Régimen, Ojos Negros perteneció a la comunidad de aldeas de Daroca, Sesma de Jiloca y la construcción de su castillo fue financiada por la comunidad en el año 1303. Ojos Negros fue un punto estratégico de las luchas por antiguos reyes y guerreros. Este castillo fue quemado durante la guerra de los Dos Pedros por los castellanos y al año siguiente volvió a ser forticado y a tener murallas. El año 1363, los aldeanos vivían y se refugió dentro de esto. Esto permitía una capilla dedicada a San Juan del castillo dentro del recinto.

## Descripción
Este castillo está situado en lo alto del pueblo. La extensión que llegó a tener este castillo era bastante grande y tenía una gran planta oval que estaba rodeado por las murallas ibéricas. Los restos del castillo lo constituyen tres torres y algunos restos de lienzos de muralla. La torre situada en un nivel más elevado está construida totalmente en tapial y es la peor conservada de todas. La segunda torre está construida en mampostería la parte baja y en tapial la segunda parte de la torre, estando cubierta por un tejado a un agua y se conservan puesto que ha sido reutilizada como vivienda. Esta torre es un lienzo de muralla que se reúne con la tercera Torre y se encuentra en el nivel más bajo del recinto amurallado. La mejor conservada es la situada en la parte más baja ya que la base está construida en sillería y está recrecida en "Mampostería", con refuerzo de sillares en las esquinas, en ella se puede ver algunas aspilleras en la cara que mira hacia intramuros abre una puerta con arco apuntado. y conserva una cisterna en el interior. Está actualmente muy restaurada.